# 常州留青竹刻
常州留青竹刻，又称留青竹刻，是中华人民共和国江苏省常州市的手工艺特产竹刻。中国国家级非物质文化遗产代表性项目。

## 沿革
相传在常州东门外有一村庄，村人大多以竹为原料雕刻扇骨、鸟笼、麻将牌等谋生，后来该村就称“雕庄”，即现在的雕庄街道，是常州竹刻的起源。竹刻有圆雕、透雕、皮雕、浅雕等类。皮雕又称留青竹刻，是竹刻中难度最大的一种。刻法就是留用竹子表面的一层青筠雕刻图案，由作者巧施功夫，使作品显出层次、明暗、浓淡，比浅雕更具立体感。
1995年，徐秉方、范尧卿、范岳林、徐秉言等人被联合国教科文组织和中国民间文艺家协会联合授于“民间工艺美术家”称号。2008年，入选第一批国家级非物质文化扩展项目名录。